# Nyctemera brylancik
Nyctemera brylancik är en fjärilsart som beskrevs av Felix Bryk 1937. Nyctemera brylancik ingår i släktet Nyctemera och familjen björnspinnare. Inga underarter finns listade i Catalogue of Life.